# Spathiphyllum gardneri
Spathiphyllum gardneri Schott – gatunek wieloletnich, wiecznie zielonych roślin zielnych z rodzaju skrzydłokwiat, z rodziny obrazkowatych, występujący w Brazylii, zasiedlający równikowe lasy deszczowe.